# 奥尔尼卡
奥尔尼卡（義大利語：Ornica），是意大利贝加莫省的一个市镇。总面积14.32平方公里，人口178人，人口密度12.4人/平方公里（2009年）。国家统计（ISTAT）代码为016151。